# Berliner Klassik

Brandenburger Tor (F.C. Calau, Aquarell). Das nach Entwürfen von Carl Gotthard Langhans (1732–1808) für den preußischen König Friedrich Wilhelm II. (1744–1797) gebaute Friedenstor ist ein frühklassizistisches Werk. Die das Tor krönende Skulptur der Quadriga gehört zu den bedeutenden Werken von Johann Gottfried Schadow (1764–1850).

Mit dem Begriff Berliner Klassik wird die großstädtische Bürgerkultur in Berlin in den Jahrzehnten vor und nach 1800 bezeichnet. Eine Betrachtung der Kulturlandschaft in Deutschland zeigt, dass neben dem zum Kulturmythos gewordenen Weimar weitere Zentren an der Antike orientierte Kunst hervorgebracht haben. Insbesondere in der preußischen Haupt- und Residenzstadt Berlin wirkten zahlreiche Persönlichkeiten, die das Geistesleben und die kulturelle Welt im deutschsprachigen Raum nachhaltig prägten.
Zu den wesentlichen Vordenkern und Kulturschaffenden jener Epoche zählen u. a. Moses Mendelssohn, Karl Friedrich Schinkel, die Humboldt-Brüder, Hegel, Fichte, Carl von Clausewitz, Johann Gottfried Schadow, Heinrich Friedrich Karl vom und zum Stein, Friedrich Ludwig Jahn, Karl August von Hardenberg, August Wilhelm Iffland und Felix Mendelssohn Bartholdy.

## Begriff und zeitliche Einordnung
Die kulturelle Blütezeit in der preußischen Hauptstadt Berlin lässt sich annähernd auf die Zeit zwischen 1786 (Todesjahr Friedrichs des Großen) und dem Wiener Kongress 1815 (Beginn der Restaurationszeit) eingrenzen.
Der Begriff des Klassischen meint nicht das Exzellente. Die Begriffe Weimarer wie auch Berliner Klassik sind in ihrem Bedeutungshorizont an der Antike orientiert. Nicht nur die Weimarer, auch die Berliner Künstler und Gelehrten haben die Antike rezipiert. Für Goethe, wie auch für viele der Berliner Geistesarbeiter war die Romreise Glanzpunkt und Krönung des eigenen Bildungsweges und Reservoir der individuellen Leistung.
Für viele Berliner erfolgte die Sozialisation über die vier neuhumanistischen Gymnasien, die Kenntnis der Antike war das Fundament jeder höheren Bildung. Hinzu kam für viele eine Ausbildung in einer der beiden klassizistisch ausgerichteten Akademien.
Der Begriff Berliner Klassik wurde von dem Germanisten Conrad Wiedemann geprägt. An der Berlin-Brandenburgischen Akademie der Wissenschaften initiierte er von 2000 bis 2013 ein Forschungsprojekt „Berliner Klassik. Großstadtkultur um 1800“.

## Weimarer Klassik um 1800

### Ein provinzielles und ein urbanes Kulturprojekt

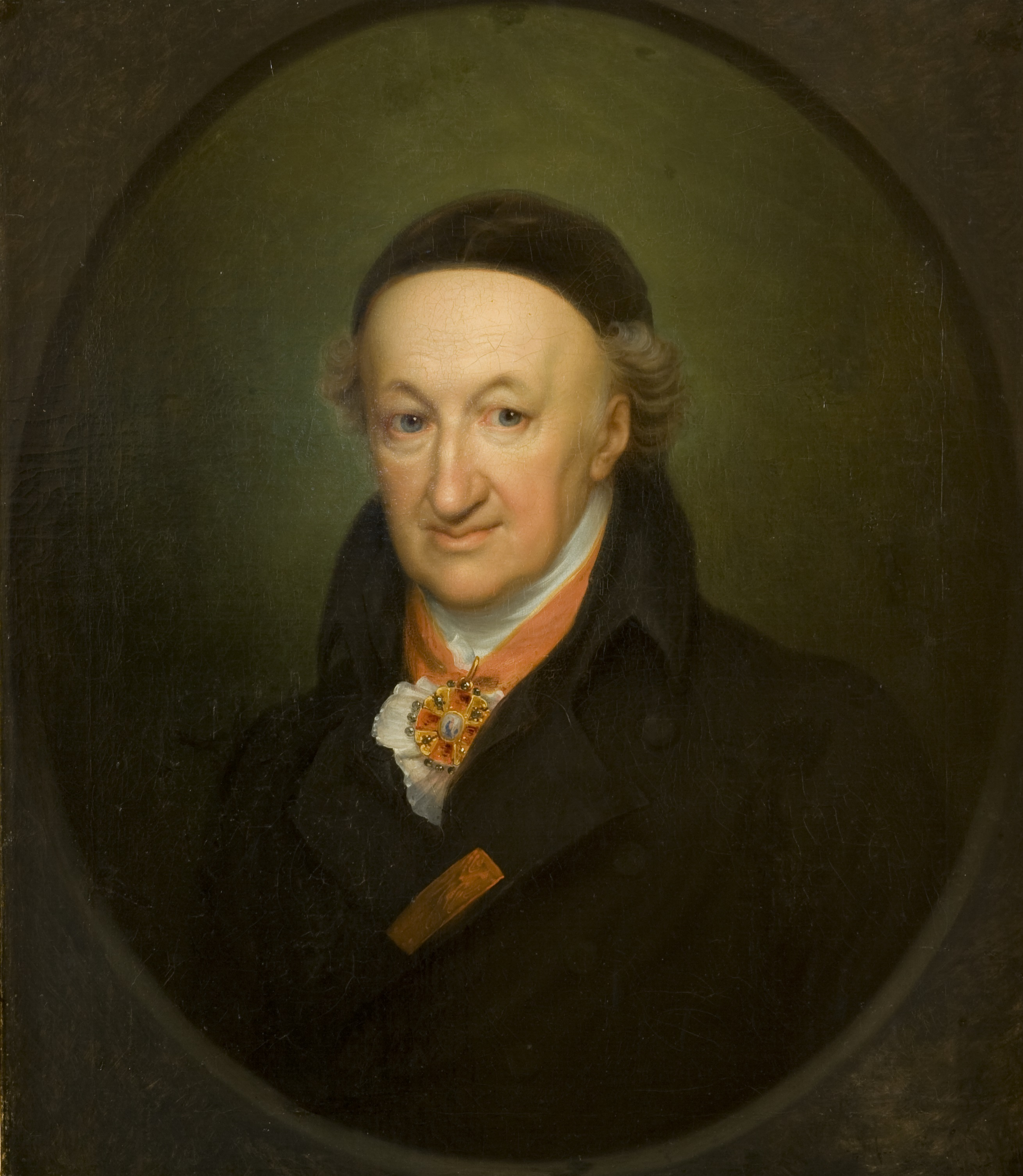
Christoph Martin Wieland. Gemälde von Gerhard von Kügelgen (1772–1820), entstanden 1808

Weimar, die Haupt- und Residenzstadt von Thüringen, hatte in der Zeit um 1800 rund 6000 Einwohner. Das Schloss, als Zentrum der armen Stadt, diente seit dem 16. Jahrhundert als Stammsitz der Ernestiner, einer Linie des deutschen Fürstengeschlechtes der Wettiner. Wohlstand gab es nur bei Hofe, eine wohlhabende städtische Mittelschicht gab es nicht, 58 % der Bewohner lebten unter dem Existenzminimum.
Mit der Preußin Anna Amalia, einer Nichte Friedrichs des Großen, gelangte die Aufklärung in die Stadt an der Ilm. 1757 brachte die Herzogin ihren ersten Sohn, Carl August, zur Welt und erfüllte damit die dynastischen Erwartungen, den Erhalt der männlichen Linie des sonst vom Untergang bedrohten Herrscherhauses der ernestinischen Linie des Hauses Wettin. Nach einem weiteren Jahr – da war sie mit 19 Jahren gerade Witwe geworden – kam der zweite Sohn, Friedrich Ferdinand Constantin, zur Welt. Nach dem frühen Tod ihres Mannes Ernst August Constantin 1758 übernahm Anna Amalia 1759, seiner testamentarischen Verfügung entsprechend, als Herzoginmutter die Regentschaft des Landes Sachsen-Weimar-Eisenach. Die hochgebildete Herzogin widmete ihr Leben der Kunst, der Literatur und vor allem der Musik. Sie legte großen Wert auf die Erziehung ihrer beiden Söhne.
Als Prinzenerzieher holte sie neben anderen 1772 den Dichter Christoph Martin Wieland nach Weimar, der seit 1769 an der Universität Erfurt lehrte. Sie ernannte ihn zum herzoglichen Hofrat und sicherte großzügig seinen Lebensunterhalt. Am 3. September 1775 übergab Anna Amalia nach sechzehnjähriger Regentschaft die Regierung an ihren nunmehr achtzehnjährigen Sohn Carl August ab.

### Goethe und Schiller
Im November 1775 kam Goethe nach Weimar und mit ihm gelangte stürmische Bewegung in das kleine ärmliche Städtchen. Der damals erst 25 Jahre alte, durch seinen Briefroman Die Leiden des jungen Werthers berühmt gewordene Autor folgte einer Einladung des acht Jahre jüngeren Herzogs Carl August von Sachsen-Weimar-Eisenach. Wie schon sein früh verstorbener Vater, wollte auch Carl August einen Beitrag leisten für die Kultur und Kunst des kleinen und machtlosen Herzogtums. Der Herzog erwartete, dass der aus einem wohlhabenden und hochgebildeten Frankfurter Patrizierhaus stammende Jurist Goethe Glanz, Geld und Kultur in das verarmte Weimar bringen würde. Als Weimarer Minister wird er dafür sorgen, dass der erst dreißig Jahre alte Theologe und Dichter Johann Gottfried Herder 1776 an die Stadtkirche St. Peter und Paul zu Weimar berufen wird. Er wird damit jene Trias schaffen, die die Voraussetzung dafür ist, dass der Arzt, Dichter, Philosoph und Historiker Friedrich Schiller im Oktober 1799 mit seiner Familie von Jena endgültig nach Weimar übersiedelt. Spätestens jetzt trat Weimar glanzvoll in die Literaturgeschichte ein. In den wenigen Jahren bis zu Schillers Tod 1805 entfaltete sich die Mitte der neunziger Jahre begonnene intensive Zusammenarbeit von Schiller und Goethe und wurde zum Kern der Weimarer Klassik. Das 22 Kilometer entfernte Jena mit seiner 1558 gegründeten traditionsreichen Universität war das geistige Hinterland von Weimar. Die Salana (heute Friedrich-Schiller-Universität) gewann unter Carl August und seinem (Kultus-)Minister Goethe an Einfluss, sie wurde zum Zentrum der deutschen idealistischen Philosophie.
Schiller und Goethe unterschieden sich in ihrem politischen Denken. Der konservative Goethe, der 1792 seinen Herzog in den Krieg gegen das revolutionäre Frankreich begleitete, wünschte, dass wenigstens in Deutschland die alte Ordnung erhalten bleibe. Eine demokratische Bewegung, gar von der Masse getragen, stieß bei Goethe auf Reserviertheit. Schiller wie auch Herder hingegen waren anfangs glühende Verfechter der Ideale der Französischen Revolution. Die Ermordung von Ludwig XVI. am 21. Januar 1793 empörte sie dann aber zutiefst. Beide wurden erst durch die Schrecken der Guillotine und durch die Diktatur der Jakobiner zu Gegnern der politischen Kämpfe in Frankreich. Mit seinen Briefen Über die ästhetische Erziehung des Menschen versuchte Schiller, eine umfassende theoretische Antwort auf die Französische Revolution zu geben, kritisch und doch Frankreichs Idealen verpflichtet. Schiller dachte europäisch.

### Die Weimarer Elite
Die Weimarer Elite, sich selbst als „kulturelles Reservat“ begreifend, reflektierte darauf, die Vielzahl der Herzog- und Fürstentümer in eine deutsche Kulturnation zu transferieren. Dies gipfelte in „nationalen und sogar europäischen Führungsansprüchen, die um 1800 vom klassischen Weimar und idealistischen Jena erhoben wurden“. Der Adressat einer solchen „ästhetischen Erziehung“ (Schiller) war nicht die Zivilgesellschaft, sondern eine spezifische kulturelle Elite, die als Multiplikator wirken sollte. Derartige Impulse für eine moderne Weiterentwicklung der Gesellschaft waren aber nicht von dieser kleinstädtischen höfischen Schicht zu erwarten, sondern viel eher von den in Berlin versammelten Philosophen, Intellektuellen und Künstlern. Die idealistische deutsche Geistesgeschichte hatte es nicht vermocht, sich gegenüber den politischen Machtzentren zu behaupten.

## Berlins kulturelle Blüte um 1800
Der Epoche der Berliner Klassik war ein Zeitumbruch vorausgegangen. Als Nachhall der Französischen Revolution hatte sich auch in Deutschland das Machtgefüge grundlegend verändert. Kern der Krise am Ende des 18. Jahrhunderts war der Zusammenbruch der alten absolutistischen Ordnung auf politischer, wirtschaftlicher, gesellschaftlicher und kultureller Ebene. Eine überall wahrnehmbare Paralyse generierte den Wunsch nach einer grundlegenden historischen Erneuerung, politisch-gesellschaftlich formuliert: das ambitionierte Ziel weitgehender, an den Erkenntnissen der Aufklärung orientierter Reformen, kulturell das Ziel neuer ästhetischer Koordinaten.

### Politische und kulturelle Folgen der Aufklärung
Eine deutliche Zäsur war der Tod Friedrich des Großen 1786. Unter ihm, der der französischen Aufklärung viel näher stand als der deutschen Geisteswelt und der sich in Potsdam mit dem Schloss Sanssouci sein kleines Versailles errichtete, hat sich das Berliner Großstadtleben vom Hofleben weit entfernt. Der Ausklang seiner Regentschaft schaffte Raum für eine Aufbruchsstimmung. Vorbei war die Zeit, in der die deutschsprachige Kultur und die deutsche Sprache von dem nur Französisch sprechenden König geächtet wurden. Diese Phase des Neubeginns verdichtete sich in der preußischen Hauptstadt zu einem urbanen Kulturkonzept, zu einer einschneidenden Emanzipationsbewegung, die in der kurzen glanzvollen Phase der preußischen Reformen gipfelte. Die intellektuellen Prämissen waren dabei sowohl in Weimar als auch in Berlin vergleichbar. Hier wie dort ging es um Selbstbestimmung, um ein Individualitätskonzept, um emanzipative Forderungen, die auf den Grundüberzeugungen der Aufklärung, der Empfindsamkeit, des Idealismus basierten. Während die Weimarer Klassik ihren Schwerpunkt in der Dichtung, der Philosophie und der Ästhetik hatte, brachte die Berliner Klassik in der sich entwickelnden ersten Großstadt Deutschlands auf vielen Gebieten kulturelle Neuerungen und Höhepunkte hervor. Die von Berliner Künstlern und Gelehrten ausgehenden Impulse umfassten sowohl Literatur, Theater und ästhetische Theorie als auch die Bereiche Kunst, Bildhauerei, Musik und Architektur, sie erstreckten sich zudem auf eine moderne Staatslehre und den zivilgesellschaftlichen Diskurs.

### Weimar und Berlin im Vergleich
Den Persönlichkeiten, die die Epoche in Weimar/Jena vor allem geprägt hatten – neben Goethe, Schiller, Herder, Wieland auch bedeutende Frauenfiguren wie Anna Amalia, Charlotte von Stein, Sophie Mereau oder Johanna Schopenhauer – konnte man als „Parallel- und Gegenentwurf“ (Conrad Wiedemann) die Berliner Geistesgrößen gegenüberstellen: Moses Mendelssohn, Lessing, Christoph Gottlieb Nicolai, die Brüder Wilhelm und Alexander von Humboldt, Karl Philipp Moritz, Heinrich von Kleist, E. T. A. Hoffmann, Carl Gotthard Langhans, Karl Friedrich Schinkel, August Wilhelm Iffland, Johann Gottfried Schadow, Carl Friedrich Zelter, Ludwig Tieck und Wilhelm Heinrich Wackenroder oder auch die Königin Luise, Henriette Hertz, Rahel von Varnhagen, Caroline von Humboldt und Bettina von Arnim. Dem großen Weimarer protestantischen Theologen und Dichter Johann Gottfried Herder stand in Berlin der protestantische Theologe, Philosoph und Staatstheoretiker Friedrich Schleiermacher gegenüber. Während in der Kleinstadt Weimar ein Musenhof, also das elitäre höfische Leben den Ton angab, waren in Berlin republikanische Tugenden vorherrschend. In den Salons, die den Bürgern wie auch dem Adel die Türen für den künstlerischen und intellektuellen Austausch öffneten wurde ein neuer gesellschaftlicher Stil gepflegt; im Nationaltheater auf dem Gendarmenmarkt als einem der zentralen, für alle Gesellschaftsschichten offenen Treffpunkte; in den Königlichen Akademien der Wissenschaften und der Künste, in denen Gelehrte und Künstler zum Diskurs über ihre Werke aufrufen; in der Sing-Akademie zu Berlin, wo Bürger und Adlige, Männer und Frauen zum ersten Mal in der Welt im gemischten Chor gemeinsam sangen.

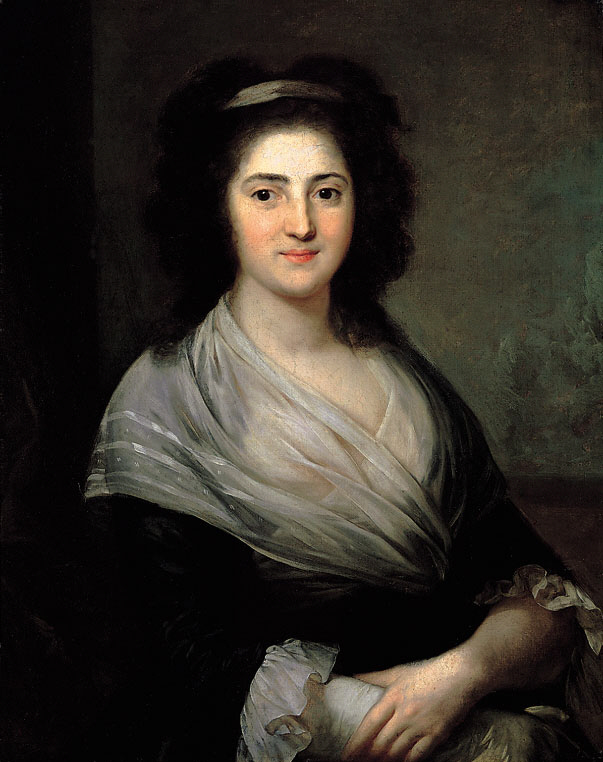
Henriette Herz (1764–1847), Ölgemälde von Anton Graff (1736–1813), entstanden 1792
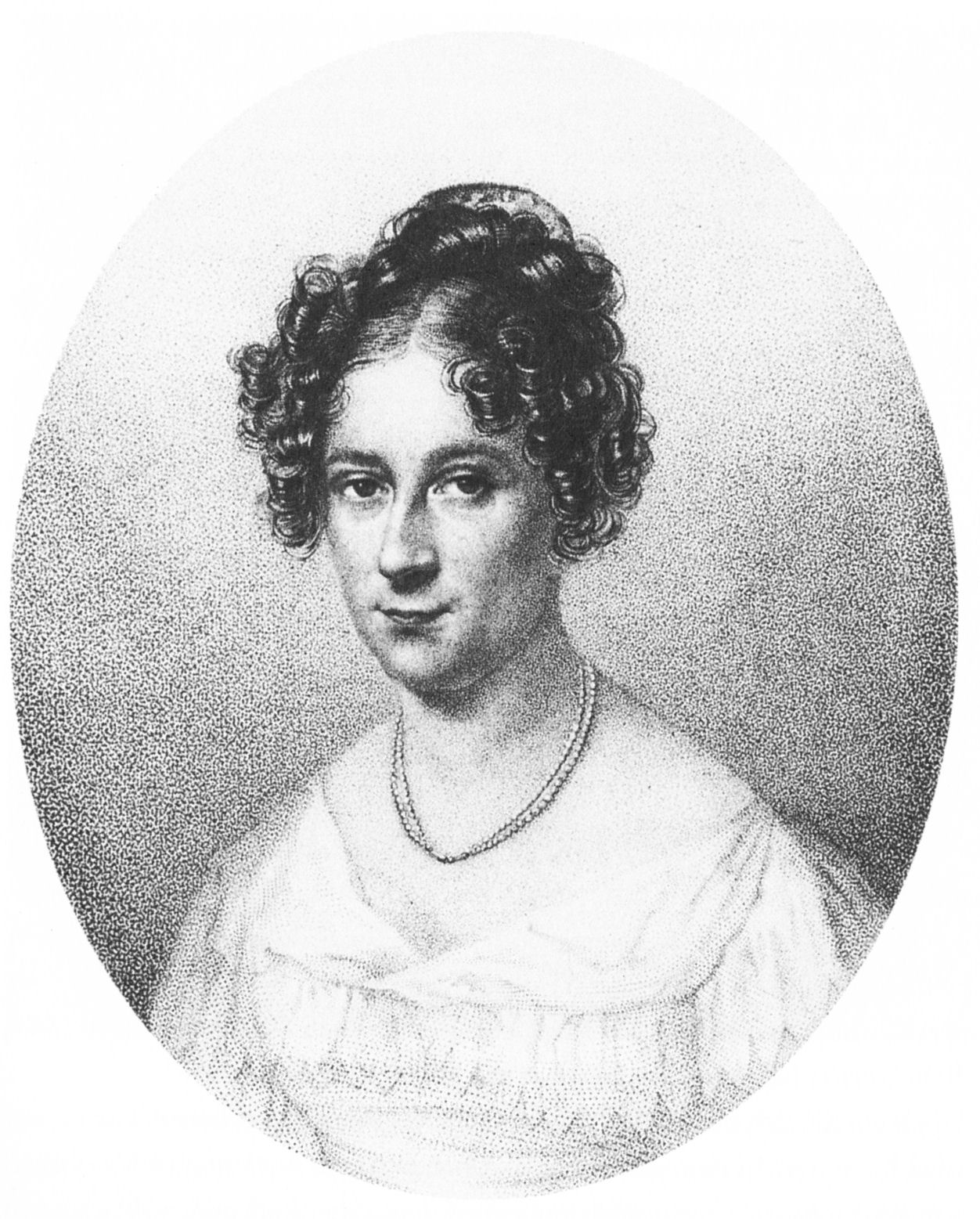
Rahel Varnhagen von Ense (1771–1833), Stahlstich von Moritz Daffinger (1790–1849), entstanden 1817
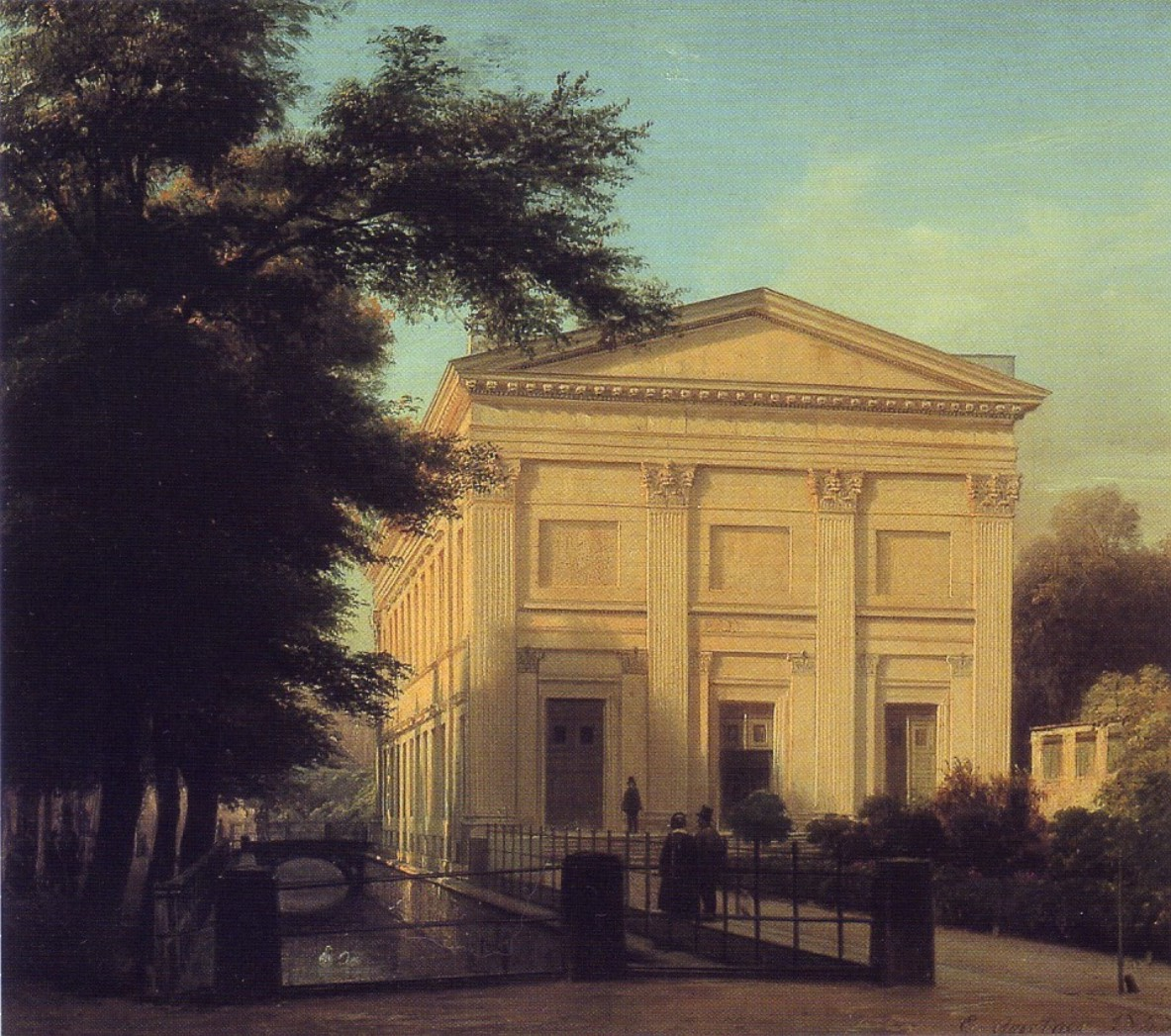
Sing-Akademie zu Berlin, Ölgemälde von Eduard Gaertner (1801–1977), entstanden 1843

Wenngleich die Erscheinungsformen dieser „deutschen Kulturblüte“ um 1800 in Berlin und Weimar in ihrer Struktur also durchaus unterschiedlich waren, so handelte es sich insgesamt um ein der Aufklärung verpflichtetes Zeitalter der ästhetischen Ideale, um eine Revolution des Geistes, um Kunsterfahrung als Anleitung zum bewussten Gestalten der Welt. Die singuläre Rolle Johann Wolfgang von Goethes wie auch die von Friedrich Schiller wird dabei nicht infrage gestellt. Beider nicht unbegründeter zeitgebundener Machtanspruch, das Obergestirn der deutschen Geisteselite sein zu wollen, brach sich an der Vielfalt der exzellenten Kunst- und Geistesschaffenden, die das klassisch-romantische Berlin aufzubieten hatte. Die sich in Berlin vollziehende Entwicklung hatte grundlegend andere Koordinaten insofern, als es sich hier im Wesentlichen um eine großstädtische Bürgerkultur handelte, also um eine nicht-höfische, sozial offene Bewegung der bürgerlichen Intelligenz.
Das Beziehungsgeflecht zwischen dem politisch abseits gelegenen und von Goethe dominierten Kleinfürstentum Weimar und der Bürgerkultur der preußischen Hauptstadt ist lange ignoriert worden. Goethes Einfluss in Weimar wird erkennbar, wenn er in einer Zeit, in der Deutschland noch nicht wie die anderen europäischen Nationen geeint war, dort ein kulturelles Zentrum geschaffen hat. Einen Anschluss an die urbane deutsche oder gar europäische Entwicklung hatte Weimar nie angestrebt. Auch dies ist eine der wesentlichen Gründe dafür, dass die Berliner Klassik als solche, dass ihr Rang so lange nicht wahrgenommen worden ist. Goethe prädominierte mit seiner Vorstellung, dass der Ort der deutschen Kultur die Landschaft und nicht die Stadt ist. Auch die Berliner Intellektuellen und Künstler hielten Weimar für den Olymp deutscher Kultur. Die eigene Modernität, der wegweisende Charakter ihrer autonomen Lebensentwürfe war ihnen trotz ihrer großstädtischen Lebensweise nicht bewusst. Der auf Friedrich den Großen folgende König, sein Neffe Friedrich Wilhelm II. (1744–1797), setzte in Opposition zu seinem Onkel in seiner Regierungszeit von 1786 bis 1797 radikal andere Akzente. Seine Grundorientierung war, wie man an den von ihm favorisierten Künstlern sehen kann, bürgerlich inspiriert. Dennoch kam es auch in seiner Regentschaft nicht zu einem kulturellen Zusammenwirken von Hof und Bürgerkultur. Für das im Aufbruch befindliche geistige Klima der Stadt bedeutete die Verschärfung der Zensur im Jahre 1788 durch den Minister des Königs, Johann Christoph von Woellner einen deutlichen Einschnitt. Die Kontroll- und Überwachungsmaßnahmen vermochten es dennoch nicht, die starken neuen Impulse aufzuhalten. Diese gleichsam antithetische Politik setzten dann, mit anderen Vorzeichen, auch sein Sohn, König Friedrich Wilhelm III. und dessen Frau, die Königin Luise, fort.

### Die Entwicklung in der preußischen Hauptstadt Berlin
Der primär militärisch groß gewordene preußische Staat sah sich den Herausforderungen der Französischen Revolution und der Modernität des napoleonischen Zeitalters konfrontiert. Die preußische Hauptstadt konnte sich selbst auch städtebaulich nicht mehr nur als Dynastie (über ein Schloss) und über das Militär (mit dem Zeughaus) repräsentieren, sondern zugleich als Ort der Wissenschaften (mit der Königlichen Bibliothek, den Akademien und Instituten sowie mit der 1810 gegründeten Universität), der Bildung (Theater, Oper, Musik) und der Reformen (Stein, Hardenberg, Gneisenau). Die Berliner Klassik war das Gegengewicht zu der Tradition des preußischen Militärstaates und zugleich Wegbereiter der modernen Entwicklungslinien in Berlin. Die Autonomie der Kunst (Karl Philipp Moritz), der Phantasie (Ludwig Tieck), der Wissenschaft (Wilhelm von Humboldt), der Bildung (Friedrich Schleiermacher) und der Lebenspläne (Rahel Levin, Heinrich von Kleist) standen zur Disposition. Die gelehrte und kulturaffine Oberschicht Berlins um 1800 war umfangreicher als irgendwo sonst in Deutschland. Hier gab es ein kaum vergleichbares Reservoir an Ministerialbeamten, Offizieren, Lehrern, Theologen, Wissenschaftlern, Kunsthandwerkern und Künstlern, an freiberuflichen Juristen, Ärzten, Unternehmern, Kaufleuten, Buchhändlern, Verlegern und Journalisten, und eben auch an hochgebildeten Frauen. Dieses Reservoir stellte dann auch die Bewunderer des Bildhauers Schadow, die Leser der neu entstehenden Literatur, das Publikum von Ifflands Nationaltheater (hier versammelte sich allerdings das ganze kulturelle Berlin), die Gründer und die Besucher der Salons, die Chorsänger der Sing-Akademie zu Berlin, die Repräsentanten der preußischen Reformen. In dem geistigen Berlin um 1800 vollzog sich die kulturelle Emanzipation der Bürgerstadt vom Hof, im Hinblick auf das Individuum bedeutete das den Gleichheitsanspruch des Untertans mit dem Bürger. Die Künstler und Gelehrten entwickelten sich unabhängig vom Hof, sie wurden nicht durch diesen protegiert. Ein großes Thema dieser Zeit war die bürgerliche Selbstbestimmung des Individuums.
Die Einwohnerzahl der von einer 17 Kilometer langen Zollmauer umgrenzten preußischen Hauptstadt verdoppelte sich um 1800 von etwa 140.000 auf fast 300.000 Einwohner. Die Ringmauer umschloss 1802 ein Stadtgebiet von ca. 13,5 Quadratkilometern. Entlang der Tiergartenstraße entstanden vornehme Villen und Sommerhäuser; die nahe gelegene Potsdamer Straße war 1792 die erste preußische Straße, die zu einer mit Steinen gepflasterten Chaussee ausgebaut wurde; in der Folgezeit entstanden die großen Straßen, als Schnittpunkt von acht Alleen wurde der große Stern angelegt. Erst 1799 bekam Berlin als eine der letzten Großstädte Europas Hausnummern, um das Auffinden von Personen und das Adressieren der Post zu erleichtern. Jetzt wurden auch Schilder mit dem Namen der Straße an den jeweiligen Eckhäusern angebracht. Für diese Schilder war eine goldene Schrift auf blauem Grund vorgeschrieben. Zentrum der Haupt- und Residenzstadt war das Stadtschloss. Hier führten die großen Straßen hin, von hier aus erfolgte konzentrisch die städtische Expansion. Um 1800 gab es weder fließendes Wasser noch Kanalisation. Die Stadt wurde mit Laternen beleuchtet, die gut organisiert gewartet wurden. Berlin war um 1800 noch keine Weltstadt wie London mit seinen 950.000 oder Paris mit etwas über eine halbe Million Einwohnern, aber bereits eine wachsende Großstadt, eine Metropole.
Die Berliner Bevölkerung um 1800 bestand zu rund 85 % aus Zivilpersonen, ca. 15 % stellte das Militär (Offiziere, Soldaten sowie deren Frauen und Kinder).
Rund 97 % waren Deutsche, davon 2,5 % Juden. Hinzu kamen 3 % Franzosen, meist Hugenotten, und 0,3 % Böhmen, auch sie hatte Friedrich II. vormals ins Land geholt.
Die Sozialstruktur der Berliner Bevölkerung lässt sich (stark vereinfacht) folgendermaßen aufgliedern: Neben dem Hof und dem Militärstand gab es drei soziale Gruppen. An der Spitze der städtischen Gesellschaft stand eine wohlhabende Schicht unabhängiger Bürger. Sie stellten gut 8 % der Bevölkerung. Es folgte eine mittlere Schicht mit rund einem Drittel selbständigen Handwerkern und Gewerbetreibenden und rund zwei Dritteln in der Fabrikation Beschäftigten. Frauen waren alle gewerblichen Berufe verschlossen, sie stellten beim Dienst- und Hauspersonal den größten Anteil. Die (oft arbeitslose) Unterschicht stellte gut 8 % der Zivilbevölkerung.
Elendsviertel, wie sie ab Mitte des 19. Jahrhunderts als Folge der Industrialisierung entstanden, gab es noch nicht. Aber Wohlstand und elegantes städtisches Flair waren weitgehend auf die Innenstadtviertel beschränkt.

### Moses Mendelssohn

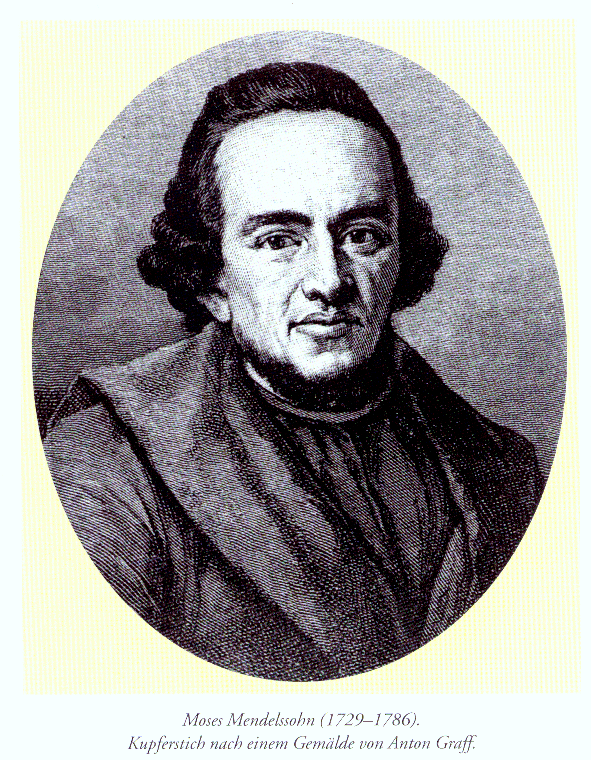
Moses Mendelssohn (1729–1786). Ölgemälde von Anton Graff (1736–1813), 1771 entstanden

Der jüdische Philosoph Moses Mendelssohn (1729–1786) kann als einer der bedeutendsten Berliner Vordenker jener Epoche gelten. Gotthold Ephraim Lessing, der Dichter der Aufklärung, hatte diesen „Weltweisen“, wie der jüdische Aufklärer David Friedländer Moses Mendelssohn genannt hat, in Berlin kennengelernt. Mit dem Freundschaftsbund zwischen Lessing und Moses Mendelssohn wurde das Fundament der Berliner Klassik gelegt. In seinem berühmten Ideendrama Nathan der Weise aus dem Jahr 1779 hat Lessing Mendelssohn ein literarisches Denkmal gesetzt. Lessing hat damit den Toleranzgedanken, herausgehoben vor allem in der zentralen Passage der Ringparabel, unmittelbar mit Mendelssohn verbunden. Mendelssohn war der Begründer der jüdischen Aufklärung, er hatte die Aufklärung in das deutschsprachige Judentum getragen. Die Begegnung dieses Juden mit der damaligen Berliner Gesellschaft war einer der Höhepunkte der deutschen Geistesgeschichte. Mendelssohn hatte die Berliner Geistesgeschichte durch die von ihm vor allem in den 1770er und 1780er Jahren initiierte jüdische Aufklärung (Haskala) nachhaltig geprägt. Die Haskala war eine spezielle Leistung Berlins. Die Berliner Salonnièren waren fast alle Töchter, Frauen oder Schwestern der Maskilim, also der Repräsentanten der jüdischen Aufklärung. Eine weitere große Leistung Mendelssohns war seine Übersetzung der fünf Bücher Mose, seine Pentateuchübersetzung. Er hatte die fünf Bücher Mose, also das Alte Testament (für die Juden: die Thora), ins Deutsche übersetzt. Das Entscheidende dabei war, dass er diese deutsche Übersetzung in hebräischen Buchstaben gemacht hat. So hatte er den deutschen Juden über die hebräischen Buchstaben ermöglicht, ihre Schrift zu erlernen und dabei das Alte Testament zu studieren und zugleich die deutsche Sprache zu erlernen.

### Die Protagonisten der Kulturblüte in Berlin

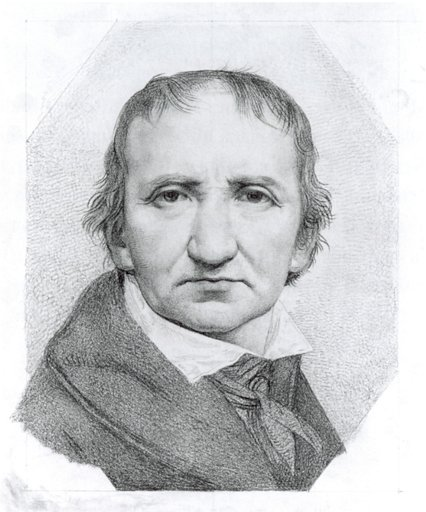
Johann Gottfried Schadow, Selbstporträt

Als eine der ersten Großtaten der Berliner Klassik durchbrach der Architekt Carl Gotthard Langhans die bisher vorherrschende barocke Formensprache. Er errichtete von 1789 bis 1793 das Brandenburger Tor, das, gekrönt von der Quadriga des Bildhauers Johann Gottfried Schadow, noch heute als Wahrzeichen Berlin in der Welt repräsentiert. Es ist das einzige noch erhaltene der insgesamt 20 Tore, die Einlass in die Stadt gewährten. Auf dem Gendarmenmarkt schuf Langhans neue urbane Räume, von 1800 bis 1802 baute er dort das Berliner Nationaltheater. In dem neu gebauten Haus wird August Wilhelm Iffland als Intendant und als Schauspieler den Ruhm Berlins als führende Theaterstadt Deutschlands begründen. Bis heute hat der Gendarmenmarkt die Form, die Langhans ihm einst gegeben hat.
Mit seinen frühklassizistischen Ausdrucksformen ging Langhans neue Wege. Ihm kam eine wichtige Rolle für die weitere Entwicklung der Architektur zu, nicht zuletzt bahnte er Karl Friedrich Schinkel den Weg: Dieser preußische Architekt und Stadtplaner leistete einen wichtigen Beitrag für die Herausbildung einer großstädtischen Bürgerkultur. Als Architekt des Königs und Direktor der Oberbaudeputation leitete Schinkel fast alle Bauvorhaben im Königreich Preußen. Er prägte das klassizistische Stadtbaukonzept der preußischen Hauptstadt. Das von ihm errichtete Alte Museum zählt zu den bedeutendsten Bauwerken des Klassizismus. Einer Initiative Wilhelm von Humboldts folgend, realisierte er mit diesem Museum eine universelle Bildungseinrichtung für ein bürgerliches Publikum. Als erfolgreichster und berühmtester Architekt Preußens hat Schinkel die Architekturmoderne eingeleitet und auf die folgenden Generationen bis heute einen großen Einfluss.
Johann Gottfried Schadow gilt als der bedeutendste Bildhauer dieser Zeit. Mehr als sechs Jahrzehnte repräsentierte der in Berlin geborene und gestorbene Schadow die Entwicklung der Kunst in der preußischen Hauptstadt. Er hat Werke geschaffen, mit denen die deutsche Bildhauerkunst europäischen Rang erreichte. Seine Karriere als Hofbildhauer zweier preußischer Könige, die auch in vielen Ämtern bis hin zu seinem Jahrzehnte währenden Direktorium der Königlichen Akademie der Künste gipfelte, wäre in Weimar nicht realisierbar gewesen. Schadow war der Sohn eines Schneiders.
Für den legendären Schauspieler, Intendanten und Dramatiker August Wilhelm Iffland, 1759, im gleichen Jahr wie Friedrich Schiller geboren, wurde Berlin zum wichtigsten Wirkungsort. 1796 holte König Friedrich Wilhelm II. ihn als Direktor des Nationaltheaters in die Stadt, wo er fortan lebte. Das Königliches Nationaltheater genannte Haus wurde unter seiner Leitung zur führenden Sprechbühne in Deutschland. 1807 fertigte Schadow eine Porträtbüste von Iffland. Iffland entwickelte die Schauspielkunst zu einer autonomen Profession und verhalf damit dem Beruf des Schauspielers zu Ansehen. Er sicherte zudem durch grundlegende Reformen die eigenständige Entwicklung des Theaters in Deutschlands.
Die größte deutsche Stadt hatte sich längst zu einem kulturellen Zentrum gewandelt. Entscheidende Impulse nicht nur für die Berliner Aufklärung, sondern auch für die Weimarer Klassik gingen von Karl Philipp Moritz aus, dessen gesamtes Werk in Berlin entstand. Hier beendete er 1790 seinen autobiographischen Roman Anton Reiser, der heute – als erste Selbstanalyse eines Kindheitstraumas – zur Weltliteratur zählt. Aufgrund der Originalität und Vielseitigkeit seines Werkes zählt Moritz zu den bedeutendsten Repräsentanten der deutschen Literatur- und Geistesgeschichte des 18. Jahrhunderts. Mit seinem Magazin zur Erfahrungsseelenkunde schuf er die Basis für eine empirische Psychologie und war somit Vorläufer der Psychoanalyse. Moritz entstammte ärmlichen Verhältnissen, als Militärmusiker gehörte sein Vater dem vierten Stand an. Moritz‘ Karriereweg vom Schriftsteller und Philosophen bis zu seiner Ernennung als Professor an der Preußischen Akademie der Wissenschaften wie auch der der Künste wäre in Weimar undenkbar gewesen.
Der Komponist und Chorleiter Karl Friedrich Fasch hat 1791 aus dem Berliner Bildungsbürgertum heraus die Sing-Akademie zu Berlin begründet. Mit dem Angebot eines gemischten Chores etablierte er ein Forum der bürgerlichen Kultur, wo sowohl Kirchenmusik als auch nicht sakrale Musik zum ersten Mal außerhalb der Kirche und unabhängig vom Hof aufgeführt werden konnten. Faschs Schüler Carl Friedrich Zelter führte dieses Werk fort, er begründete die moderne bürgerliche Musikkultur. Die Sing-Akademie zu Berlin hat einen bis heute andauernden Ruhm erlangt.
In der preußischen Hauptstadt entstand eine ganz neue bürgerlich-aufgeklärte Salonkultur, die von Henriette Herz begründet und in der weiteren Entwicklung vor allem von Rahel von Varnhagen geprägt wurde. Beide waren Jüdinnen und hatten den Mut, aus ihrem orthodoxen Traditionszusammenhalt auszubrechen. In dem gelehrten, auf Emanzipation versessenen, vielseitig sich entwickelnden Berlin um 1800 öffnete auch Rahel von Varnhagen – inspiriert durch Moses Mendelssohn – 1791/92 als Frau/als Jüdin einen Salon, der ähnlich dem der Henriette Herz von den damaligen Berliner Intellektuellen, Künstlern und Philosophen frequentiert wurde. Adlige, Gelehrte, Künstler, Bürger – alle waren hier vertreten und gaben Zeugnis von der sich abzeichnenden Auflösung der Ständegesellschaft.
Mit der Freundschaftskonstellation zwischen dem „romantischen Dichterfürsten“ Ludwig Tieck und Wilhelm Heinrich Wackenroder wurde der konzeptionelle Weg in die Romantik gewiesen. Beide Dichter wurden in Berlin geboren, ihr Werk war von dieser Stadt geprägt, hier sind sie gestorben. Die Krisensymptome der Zeit fanden auf eine höchst eigenwillige Art Eingang in ihr Werk. Der durch Krankheit bedingte frühe Tod Wackenroders setzte seiner Dichtung ein jähes Ende. Tieck hingegen kehrte immer wieder nach Berlin zurück, er blieb der Stadt verbunden. Sein Berliner Frühwerk entstand in der Umbruchszeit um 1800, es ist gekennzeichnet durch das urbane Bewusstsein der Spätaufklärung. In seiner Auseinandersetzung mit dem Schriftsteller und Verleger Friedrich Nicolai sowie Iffland schrieb er zeitdokumentierende Berlinliteratur.
Heinrich von Kleist, der rätselhafte und geniale Einzelgänger, dieser ungeheuer kühne und moderne Dichter, war kein Berliner von Geburt. Wenngleich er zeit seines Lebens ständig auf Reisen war, so kehrte er doch immer wieder nach Berlin zurück. Er war mit dieser Stadt bis hinein in seinen Tod verbunden. Die Chancen, die in einem Großstadtleben liegen, erkennend, erfand und projektierte er die Berliner Abendblätter und begründete mit ihnen die erste Tageszeitung der preußischen Hauptstadt. In Berlin schrieb er eines seiner großen Stücke, hier gab er die wichtigsten, damals vorliegenden Erzählungen heraus. Sein Werk, in dem er wagte, mit psychischen Grenzzuständen zu experimentieren, kann man als Auftakt zur Moderne lesen, weltweit ist er einer der wirksamsten und meistgekannten deutschen Autoren.
Der Dichter E. T. A. Hoffmann hat zum ersten Mal die preußische Hauptstadt zu einem literarischen Ort gemacht. Das außerordentlich facettenreiche Werk Hoffmanns lässt sich allerdings nicht auf diesen Blickwinkel beschränken. Der Schriftsteller, der Komponist, der Kapellmeister, der Zeichner und der Karikaturist hat vieldimensional gewirkt; als Jurist hat er sich der Demagogenverfolgung verweigert.
Mit seinem Engagement für die Neuordnung des preußischen Bildungswesens hatte sich der Berliner Gelehrte, Staatsmann, Schriftsteller und Sprachforscher Wilhelm von Humboldt dauerhaft in die Kulturgeschichte Berlins eingeschrieben und der Stadt einen bis heute richtungsweisenden Bildungsauftrag erteilt. Mit seinem Konzept des humanistischen Gymnasiums sorgte er für eine Reform des Schulwesens. Seinem Engagement als Minister ist es zu verdanken, dass die preußische Hauptstadt 1810 ihre erste Universität bekam. Die von Humboldt erstellte Berufungsliste der Professoren gehört zu den glanzvollsten, die jemals für eine Universität vorgelegt worden ist. Der Kosmos der Humboldt’schen Weltaneignung ist nicht zu denken ohne seine Arbeiten zur Vergleichenden Sprachwissenschaft und zur Sprachphilosophie. Humboldt war nicht nur preußischer Reformer, sondern auch ein exzellenter Gelehrter, ein erstrangiger Sprachforscher.

### Eine erneuerte Zivilgesellschaft
In Berlin um 1800 entwickelte sich eine Zivilgesellschaft selbstbestimmter Individuen, hier herrschte eine emanzipierte städtische Diskursethik, hier musste kein Künstler oder Gelehrter nobilitiert oder alimentiert werden. Die Berliner Kulturblüte um 1800 war aus einer großstädtischen bürgerlichen Emanzipationsbewegung hervorgegangen, deren Repräsentanten alle auf eine jeweils eigene Art urban geprägt waren. Sie alle kennzeichnete der Mut zum Experiment, herausragende Kreativität und das Generieren einer Fülle innovativer Ideen. Die preußische Hauptstadt, die damals zu den größten Städten Europas gehörte, war das Zentrum der Emanzipation der Juden, ihrer Assimilation in die deutsche Kultur. Berlin war der Ort der Haskala, der jüdischen Aufklärung und das Eintrittstor der Juden in die säkulare Welt Westeuropas. Berlin war zugleich der Brennpunkt einer hohen politisch-ästhetischen Diskussionskultur der damals aktuellen Themen: die durch die Französische Revolution gebotenen Fortschrittschancen und Fehlentwicklungen, die Politik Napoleons, die Institution der Monarchie, bürgerliche Selbstbestimmung, die Gleichstellung der Juden, die aufbrechenden geistesgeschichtlichen Differenzen zwischen Klassik und Romantik, die Rolle der Frau in der Gesellschaft.
Berlin brachte Gelehrte wie Savigny oder Niebuhr und die beiden großen gelehrten Humboldt-Brüder hervor. In Berlin wirkten Philosophen wie Hegel, Fichte, Schleiermacher, die Stadt hatte bedeutende Politiker wie Friedrich Gentz, Gerhard von Scharnhorst oder Carl von Clausewitz und vor allem Heinrich Friedrich Karl vom und zum Stein und Karl August von Hardenberg mit ihrem Reformwerk. Theatergrößen wie Iffland mit seinem Konzept eines Nationaltheaters für ein bürgerliches Publikum, Musiker wie Felix Mendelssohn Bartholdy, Friedrich Christian Fasch, Carl Friedrich Zelter und Johann Friedrich Reichardt bereicherten die Metropole. Zelters aus Bürgergeldern finanzierte Sing-Akademie ist ein herausragendes Beispiel der neuen selbständigen stadtbürgerlichen Musikpflege. Zelter, Sohn eines Maurermeisters, kann als der erfolgreichste Reformer der großen Berliner Emanzipationsjahrzehnte zwischen 1786 und 1815 gelten. Aus der preußischen Residenz ist das klassische Berlin geworden. Die Entwicklung der ersten modernen großstädtischen Zivilgesellschaft Berlins vollzog sich auf mehreren Ebenen: als urbane Topographie, als Wirtschaftswachstum und als kulturelle Emanzipation des Bürgertums.

## Nachwirken
Viele der singulären Kunst- und Kulturleistungen der Berliner Klassik sind noch heute eindrucksvoll gegenwärtig. Die großen idealistischen Ideengebäude der Zeit um 1800 allerdings, die eine neue, moderne Gesellschaft projektierten, gerieten schnell zu einem Zukunftstraum. Auch in Berlin. Grundlegende politische Veränderungen sind weder von Friedrich Wilhelm II. noch von Friedrich Wilhelm III. vollzogen worden. Während Schinkel als „Veredler aller menschlichen Verhältnisse“ viele seiner Architekturentwürfe in Berlin realisieren konnte, blieb die aufgeklärte Gesellschaft, für die er sie konzipiert hatte, weitgehend Illusion. Ihr war nur ein kurzes Zwischenspiel vergönnt. Der nationale Aufbruch bekam Gegenwind. Die Reformbewegungen wurden in der Zeit der Restauration (Wiener Kongress 1815; Karlsbader Beschlüsse 1819/Aktualisierung 1824; Demagogenverfolgung 1832) erstickt: Ihr Ziel war die Wiederherstellung der politischen Machtverhältnisse des Ancien Régime, von Verhältnissen also, wie sie Europa vor der Französischen Revolution gekennzeichnet haben. Alle Freiheitsbestrebungen wurden Opfer der Repression. Der Kampf um eine Verfassung, für eine Nation, für bürgerliche Freiheiten, für eine auf Vernunft gegründete Verwaltung, die das große Modernisierungsprogramm der Reformer umsetzen sollte, scheiterte. Das in Preußen angelaufene Reformrad wurde zurückgedreht, Deutschland wurde weder als Nation geeint noch erneuert. Die zukunftsorientierten Emanzipationskonzepte der Welterklärung und Weltveränderung, die an der von Wilhelm von Humboldt 1810 gegründeten Berliner Universität und in ihrem Umfeld ersonnen und diskutiert wurden, blieben zur damaligen Zeit weitgehend Wunschträume. Ihre Wirkung entfalteten sie erst sehr viel später. Auch die jüdischen Salons, in denen die Idee einer Symbiose von Preußentum und Judentum auf einen glanzvollen Höhepunkt zuzusteuern schien, waren nur ein funkelndes Intermezzo in der Geschichte der deutsch-jüdischen Beziehungen.
Berliner Gelehrte und Künstler sind „das Wagnis der Autonomie“ eingegangen. Diese Künstler haben im Gefolge der europäischen Aufklärung einen modernen urbanen Bürgergeist demonstriert. Kunst und Literatur haben, die Moderne antizipierend, Wege einer offenen Gesellschaft aufgezeigt. Dieser aufgeklärte Bürgergeist kann als das wertvollste Erbe der Berliner Klassik gelten.